# Black Narcissus (série de televisão)
Black Narcissus é uma série de drama britânica, baseada no romance homônimo de 1939, de Rumer Godden. A série apresenta uma das últimas performances de Diana Rigg, que morreu em setembro de 2020. O drama estreou em 23 de novembro de 2020 no FX nos Estados Unidos, e em 27 de dezembro de 2020 na BBC One no Reino Unido.

## Premissa
Uma freira anglicana enviada para estabelecer um ramo de sua ordem com suas irmãs no Himalaia luta para moderar sua atração por um veterano da Primeira Guerra Mundial que elas conheceram.

## Elenco
- Gemma Arterton como Irmã Clodagh
- Alessandro Nivola como Mr. Dean
- Aisling Franciosi como Irmã Ruth
- Diana Rigg como Madre Dorothea
- Jim Broadbent como Padre Roberts
- Gina McKee como Irmã Adela
- Rosie Cavaliero como Irmã Briony
- Patsy Ferran como Irmã Blanche
- Karen Bryson como Irmã Philippa
- Nila Aalia como Angu Ayah
- Charlie Maher como Con
- Dipika Kunwar como Kanchi
- Chaneil Kular como Dilip Rai
- Gianni Gonsalves como Princesa Srimati
- Soumil Malla como Joseph Anthony
- Myat Min Khant como Aldeão
- Kulvinder Ghir como General Toda Rai

## Episódios
| N.º | Título          | Dirigido por                | Escrito por | Exibição original      | Audiência EUA (milhões) |
| --- | --------------- | --------------------------- | ----------- | ---------------------- | ----------------------- |
| 1 | "Episódio Um"   | Charlotte Bruus Christensen | Amanda Coe  | 23 de novembro de 2020 | 0.445                   |
| Em 1914, a princesa Srimati comete suicídio pulando da torre do sino no remoto Palácio de Mopu, no Himalaia. Em 1934, a irmã Clodagh conduz várias freiras britânicas escolhidas a dedo de sua ordem em Darjeeling ao Palácio de Mopu, a fim de estabelecer uma escola missionária. Ao estabelecer a missão, a irmã Clodagh trabalha com a governanta Angu Ayah e o agente do General, Sr. Dean, cujo ceticismo religioso entra em conflito com sua fé cristã. A tensão surge quando a irmã Ruth se ressente de ser transferida da costura para ensinar as crianças. Ruth também descobre os antigos aposentos do falecido Srimati e é assombrada por sua presença fantasmagórica. Contra o conselho de Dean, as freiras cuidam dos ferimentos de um morador local, que foi ferido por uma faca. |                 |                             |             |                        |                         |
| 2 | "Episódio Dois" | Charlotte Bruus Christensen | Amanda Coe  | 23 de novembro de 2020 | 0.333                   |
| Apesar de suas dúvidas, a irmã Clodagh inscreve o filho adolescente do general Toda Rai, Dilip Rai, como aluno da escola. Rai desenvolve um relacionamento romântico com uma aluna Dálite chamada Kanchi. Após um desentendimento sobre o cultivo de flores no inverno, a irmã Philippa deixa a escola da missão. As freiras também dão óleo de fígado de bacalhau ao bebê moribundo de um morador local. Os sentimentos vêm à tona entre a irmã Clodagh, a irmã Ruth e o Sr. Dean na celebração do Natal. A irmã Ruth tem sentimentos pelo Sr. Dean e fica com ciúmes da irmã Clodagh, que pretende mandá-la de volta para Darjeeling. |                 |                             |             |                        |                         |
| 3 | "Episódio Três" | Charlotte Bruus Christensen | Amanda Coe  | 23 de novembro de 2020 | 0.310                   |
| Depois de resgatar o padre Roberts de uma tempestade de neve, a irmã Ruth consegue obter o favor do padre. As tentativas da irmã Clodagh de recuperar o controle da situação impondo uma ordem estrita, fazendo com que a irmã Adela questionasse sua liderança. Depois de saber que Dilip Rai está confraternizando com Kanchi, o General Rai exige sua expulsão. A pedido das irmãs, ele decide que Kanchi seja espancada com uma vara. Depois que a criança que as freiras deram óleo de fígado de bacalhau morre, os moradores passam a desconfiar das freiras e abandonam a escola da missão. Com as tensões chegando ao clímax, Ruth renuncia a seu juramento e foge da escola da missão. Depois que Dean a rejeita, Ruth ataca Clodagh na torre do sino, mas cai para a morte. As freiras abandonam a missão. Após o enterro de Ruth, Clodagh revela seu verdadeiro nome a Dean, por quem ela tem sentimentos. |                 |                             |             |                        |                         |

## Produção
Em outubro de 2019, as filmagens começaram em um novo drama de três partes vagamente baseado no romance de Rumer Godden de 1939, que também foi adaptado para o filme Black Narcissus (1947), apresentando Deborah Kerr como a irmã Clodagh.
O drama é uma co-produção entre a BBC e o FX. Alessandro Nivola e Gemma Arterton estrelam a série, com Amanda Coe escrevendo o roteiro e Charlotte Bruus Christensen dirigindo os três episódios. As filmagens aconteceram em Jomsom, Nepal, e no Pinewood Studios. O drama estreou em 23 de novembro de 2020 no FX.

## Lançamento
A série estreou em 23 de novembro de 2020 no FX nos Estados Unidos e em 27 de dezembro de 2020 na BBC One no Reino Unido. Em territórios internacionais selecionados, a série foi lançada no Disney+ sob o hub de streaming dedicado Star, em 5 de março de 2021, e na América Latina através do Star+, como uma série original.
Na Nova Zelândia, a série é distribuída pela plataforma de streaming da Sky, a Neon.

## Recepção
Para a minissérie, o Rotten Tomatoes relatou uma taxa de aprovação de 53% com base em 19 críticas, com uma classificação média de 5,69/10. O consenso dos críticos diz: "Black Narcissus não escapa totalmente da sombra de seu antepassado cinematográfico, mas esta minissérie mantém a fé suficientemente com excelentes performances e esplendor visual." O Metacritic deu à minissérie uma pontuação média ponderada de 67 de 100 com base em 12 comentários críticos, indicando "críticas geralmente favoráveis".
A série foi avaliada para o The Guardian por Lucy Mangan que lhe deu três estrelas e a chamou de "erótica, gótica - e totalmente não convincente" e Anita Singh para o The Telegraph deu quatro estrelas relatando o primeiro episódio como "as colinas estão vivas com o som de freiras carregadas de sexo".